# Dème de Cynourie-du-Nord
Le dème de Cynourie-du-Nord (grec moderne : Δήμος Βόρειας Κυνουρίας) est un dème du district régional d'Arcadie, dans la périphérie du Péloponnèse, en Grèce. Son siège est la localité d'Astros.
Il est créé en 1998 dans le cadre du programme Kapodistrias, par la fusion des anciennes communautés d'Ástros, Ayia Sofia, Ayios Andreas, Ayios Yeoryios, Ayios Petros, Vérvena, Doliana, Elatos, Káto Vérvena, Karatoulas, Kastanitsa, Kastri, Korakovounion, Koutroufa, Meligou, Mesorrachi, Nea Chora, Xiropígado, Paralio Astros, Perdikovrissi, Platana, Prastós, Sitaina, Stolos, Charadros et Oria. Il n'a pas été modifié par le programme Kallikratis.
Comme le dème voisin de Cynourie-du-Sud, il doit son nom à la région antique de Cynurie.